# Infante de Portugal
Infante de Portugal (en femenino: Infanta), en sentido restringido, el título de los hijos legítimos segundos del monarca y del heredero presuntivo de la Corona de Portugal. En lato sensu, de vez en cuando es también utilizado para designar a todos los hijos de un monarca, incluso a los que tienen título de "príncipe". El título "infante" fue también concedido por real decreto, a algunas personalidades que apenas estaban ligadas por lazo de parentesco de segundo o tercer grado a un monarca (como derecho graciable).
Hasta el reinado de Juan I de Portugal el título era concedido a todos los hijos legítimos del monarca, incluso al heredero de la Corona de Portugal. A partir de ahí el heredero de la corona pasó a diferenciarse de los hermanos, siendo atribuido un título especial, el de príncipe.
A partir del reinado de Juan IV de Portugal la hija mayor del Rey también pasa a tener un título especial, el de "princesa de la Beira", que recibía aunque no fuera heredera de la Corona.
A partir del reinado de Juan V de Portugal las hijas más viejas de los monarcas, si no fueran herederas del trono, volvieron a recibir el simple título de infantas.
Los infantes de Portugal sólo tienen el tratamiento de Su Alteza (S.A.), en comparación con los Príncipes reales que son tratados como Su Alteza Real (S.A.R.).